# Starjammers
De Starjammers zijn een fictief team van ruimtepiraten dat voorkomt in Amerikaanse stripboeken van Marvel Comics. De Starjammers zijn vaak verschenen op de pagina's van de X-Men-stripboeken. De Starjammers verschenen voor het eerst in Uncanny X-Men nr. 107 en zijn een creatie van Dave Cockrum.